# Sheldon Kay Friedlander
Sheldon Kay Friedlander (* 17. November 1927 in New York; † 9. Februar 2007 in Los Angeles, Kalifornien) war ein US-amerikanischer Aerosolforscher und Ingenieur.

## Leben
Friedlander, der in der Bronx geboren wurde, wuchs in New York auf und machte 1949, nach Absolvierung des Militärdienstes in den Jahren 1946 und 1947, seinen Bachelor-Abschluss an der Columbia University im Bereich Chemical Engineering. Dem Master-Abschluss, den er am Massachusetts Institute of Technology errang, folgte die Promotion an der University of Illinois im Jahre 1954. Seine Hochschulkarriere führte ihn im selben Jahr zurück an die Columbia University, wo er kurzzeitig die Position eines Assistant Professor innehatte, weiter an die Johns Hopkins University, die kurz vorher einen Ingenieurzweig eingerichtet hatte, und an das California Institute of Technology, wo er von 1964 bis 1978 tätig war.
Friedlander, der bis kurz vor seinem Tode fast 30 Jahre an der University of California, Los Angeles gelehrt hatte, begründete den Mechanismus der Wirbelträgheit bei der Abscheidung von Partikeln. Darüber hinaus war er maßgeblich an der Etablierung des Begriffs Aerosol beteiligt. Zudem war er Gründungsmitglied der American Association for Aerosol Research.
Friedlander, der Vater von vier Kindern war, erlag einem Lungenleiden.